# Marila parviflora
Marila parviflora är en tvåhjärtbladig växtart som beskrevs av Alwyn Howard Gentry. Marila parviflora ingår i släktet Marila och familjen Calophyllaceae. Inga underarter finns listade i Catalogue of Life.